# Roberto Pazzi
Roberto Pazzi (Ameglia, 18 agosto 1946 – Ferrara, 2 dicembre 2023) è stato uno scrittore, poeta e giornalista italiano.
Le sue opere sono state tradotte in 26 lingue 

## Biografia
Frequentò il Liceo Ariosto di Ferrara per poi laurearsi a Bologna con Luciano Anceschi discutendo una tesi in estetica sulla poetica di Umberto Saba. Dopo aver insegnato nella scuola media superiore entrò in servizio all'Università degli Studi di Ferrara dove insegnò antropologia culturale e filosofia della storia. Passò poi all'università di Urbino, dove ebbe la cattedra di sociologia dell'arte e della letteratura.
Esordì in poesia con una silloge apparsa sulla rivista Arte e poesia nel 1970, con la prefazione di Vittorio Sereni. Le sue raccolte di versi sono: L'esperienza anteriore (I dispari, 1973), Versi occidentali (Rebellato 1976), Il re, le parole (Lacaita, 1980), Calma di vento (Garzanti, Premio Librex Montale 1987, tradotto in francese nelle Editions de la Différence), Il filo delle bugie (Corbo, 1994), La gravità dei corpi (Palomar, 1998, tradotto in tedesco da Tropen e in turco da Estetik Us, premio Frascati, premio Calliope, premio Marineo), Talismani (Marietti 2003) e Felicità di perdersi (Barbera, 2013). Nel 2020 ha pubblicato presso La Nave di Teseo Un giorno senza sera, antologia personale della sua poesia con testi editi e inediti dal 1966 al 2019, premio Regium Julii 2020.
Il suo primo romanzo fu Cercando l'Imperatore, prefato da Giovanni Raboni (Marietti 1985, Garzanti 1988, Tea 1997, Marietti 2004, Premio Bergamo, premio Hemingway, premio Selezione Campiello 1985, tradotto in dodici lingue). Seguirono poi alcuni romanzi: La principessa e il drago (Garzanti 1986, finalista premio Strega 1986, presentato da Giorgio Caproni e Giovanni Raboni, premio Rhegium Julii, premio Piombino), La malattia del tempo (Marietti 1987, Garzanti 1991), Vangelo di Giuda (Garzanti 1989, superpremio Grinzane Cavour 1990, ristampato da Baldini&Castoldi nel 1999, da Sperling & Kupfer nel 2006 e da Bompiani nel 2015), La stanza sull'acqua (Garzanti 1991, ristampato da Bompiani nel 2012).

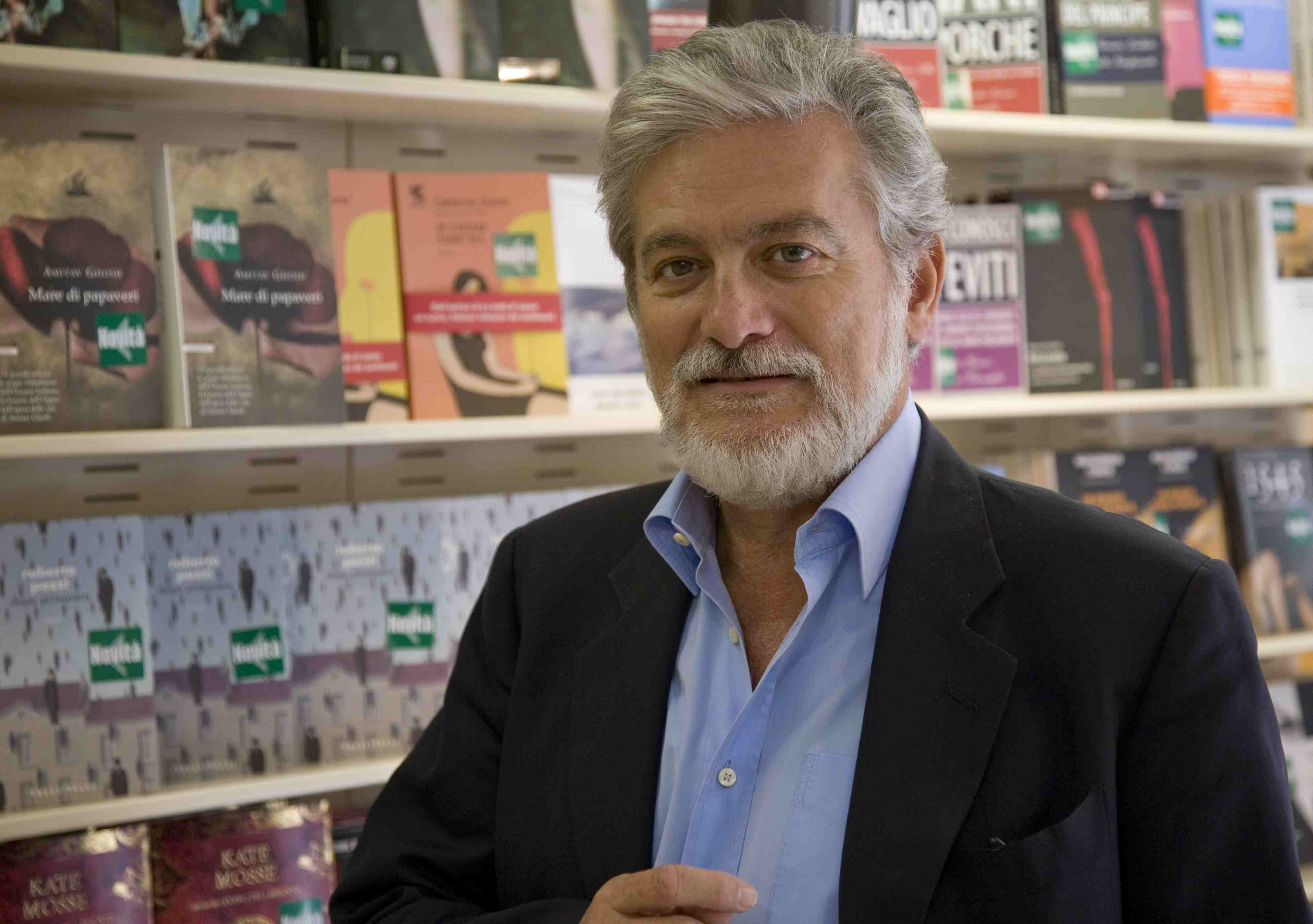
Roberto Pazzi in occasione della presentazione del Dopo primavera - Libreria Feltrinelli (Ferrara)

Con Le città del dottor Malaguti (Garzanti 1993, premio Castiglioncello, premio Catanzaro) la narrativa di Pazzi approdò al presente, alla cronaca italiana di questi anni, a Ferrara, città dove il narratore è vissuto. Ecco allora i romanzi successivi, Incerti di viaggio (Longanesi 1996, premio Selezione Campiello, superpremio Penne-Mosca 1996), Domani sarò re (Longanesi 1997), La città volante (Baldini & Castoldi 1999, finalista al Premio Strega, presentato da Dario Fo e Sebastiano Vassalli), Conclave (Frassinelli, 2001, ristampato da Barbera nel 2012, premio Scanno, premio Comisso, Superpremio Flaiano, premio Stresa, premio Zerilli Marimò della New York University, premio Rapolano Terme, tradotto in Germania, negli USA, in Estonia, in Slovacchia, Francia, Spagna, Portogallo, Russia, Turchia, Polonia, Serbia, Brasile, Croazia e in corso di traduzione in Giappone, Lituania, Albania e Corea), L'erede (Frassinelli 2002,  premio Maria Cristina, tradotto in tedesco), Il signore degli occhi (Frassinelli 2004, tradotto in sloveno, premio Cala di Volpe), L'ombra del padre (Frassinelli 2005, tradotto in francese, premio Procida Elsa Morante Isola di Arturo), Qualcuno mi insegue (Frassinelli 2007), Le forbici di Solingen (Corbo 2007), Dopo primavera (Frassinelli, 2008), Mi spiacerà morire per non vederti più (Corbo 2010), D'amore non esistono peccati (Barbera 2012), La trasparenza del buio (Bompiani, 2014), Lazzaro (Bompiani, 2017), in corso di traduzione in coreano, Verso Sant'Elena (Bompiani, 2019), premio Porta D'Oriente e Hotel Padreterno (La Nave di Teseo, 2021, premio Carlo Levi, opzionato per il cinema). Il giornalista Federico Migliorati ha curato Come nasce un poeta (Minerva, 2018), volume nel quale sono pubblicate 91 lettere inedite di Vittorio Sereni e Roberto Pazzi che i due si scrissero tra il 1965 e il 1982.
Dopo dodici anni di collaborazione esclusiva al Corriere della Sera, fu opinionista di QN Quotidiano Nazionale (Il Giorno, Il Resto del Carlino, La Nazione). Fu collaboratore di The New York Times.
Visse a Ferrara, dove fondò nel 2014 la scuola di scrittura creativa Itaca, patrocinata dal Comune.

## Opere

### Poesie
- L'esperienza anteriore, I Dispari, 1973
- Versi occidentali, Rebellato, 1976
- Il re, le parole,  Lacaita, 1980
- Calma di vento Garzanti, 1987
- Il filo delle bugie, Corbo, 1994
- La gravità dei corpi, Palomar, 1998
- Talismani,  Marietti, 2003
- Felicità di perdersi, Barbera, 2013
- Un giorno senza sera, La Nave di Teseo, 2020

### Romanzi
- Cercando l'Imperatore, Marietti, 1985 - I grandi tascabili Bompiani, 2016
- La principessa e il drago, Garzanti, 1986
- La malattia del tempo, Marietti, 1987
- Vangelo di Giuda, Garzanti, 1989 - I grandi tascabili Bompiani, 2015
- La stanza sull'acqua, Garzanti, 1991 - i Delfini, La Nave di Teseo, 2022
- Le città del dottor Malaguti, Garzanti, 1993
- Incerti di viaggio, Longanesi, 1996
- Domani sarò Re, Longanesi, 1997
- La città volante, Baldini e Castoldi, 1999
- Conclave, Frassinelli, 2001
- L'erede, Frassinelli, 2002 - I Grandi Tascabili Bompiani, 2013
- Il signore degli occhi, Frassinelli, 2004
- L'ombra del padre, Frassinelli, 2005
- Qualcuno mi insegue, Frassinelli, 2007
- Le forbici di Solingen, Corbo, 2007
- Dopo primavera, Frassinelli, 2008
- Mi spiacerà morire per non vederti più, Corbo, 2010
- D'amore non esistono peccati, Barbera, 2012
- La trasparenza del buio, Bompiani, 2014
- La stanza sull'acqua, I Grandi Tascabili Bompiani, 2012
- Lazzaro, Bompiani, 2017
- Verso Sant'Elena, Bompiani, 2019
- Hotel Padreterno, La nave di Teseo, 2021
- La doppia vista, La nave di Teseo, 2023

### Varia
- I calciatori, in 19 racconti per Rinascita, a cura di Ottavio Cecchi e Mario Spinella, Roma, Editrice l'Unità, 1987, SBN UBO0136104.
- AA.VV, Dal grande fiume al mare, Edizioni Pendragon, 2003, pp. 320;
- Narrare ad occhi ben chiusi. Manuale di scrittura creativa, Minerva, 2022

## Premi
- Premio Selezione Campiello 1985[6]
- Premio Bergamo 1985[7]
- Premio Hemingway 1985
- Finalista Premio Strega 1986[8]
- Premio Maria Cristina 1986
- Premio LericiPea 1986[9]
- Premio Piombino 1986
- Premio Internazionale Eugenio Montale 1987[10]
- Premio Nazionale Rhegium Julii 1987[11]
- premio Grinzane Cavour 1990[12]
- Premio Castiglioncello 1993
- Premio del tascabile 1994
- Premio Valsassina 1994
- Premio Selezione Campiello 1996[6]
- Premio Penne 1996
- Premio Calliope 1998
- Premio Frascati 1998
- Finalista Premio Strega 1999[13]
- Premio Miscia Lanciano 2000
- Premio Flaiano 2001[14] (Superpremio Flaiano).
- Premio Scanno 2001[15]
- Premio Comisso 2001[16]
- Premio Stresa 2001[17]
- Premio Zerilli Marimò 2001
- Premio Rapolano Terme 2001
- Premio Maria Cristina 2004
- Premio Recanati 2006
- Premio Procida-Isola di Arturo-Elsa Morante 2006[18]
- Premio Scalea 2007
- Premio Bigiaretti 2007
- Premio Giorgio La Pira 2008
- Premio Letterario Basilicata 2009[19]
- Premio Siderno alla Carriera 2009
- Premio Niccolini 2010
- Premio Montale/Fuori di casa 2011[20]
- Premio Città di Fabriano 2012
- Premio LericiPea 2013[9]
- Premio I Murazzi, alla carriera; Torino 2016
- Premio Porta D'Oriente 2019
- Premio Nazionale Rhegium Julii 2020
- Premio Carlo Levi 2022